# Dražovice (Morávia do Sul)
Dražovice é uma comuna checa localizada na região de Morávia do Sul, distrito de Vyškov.